# KF 아폴로니아 피에르
KF 아폴로니아 피에르(알바니아어: KF Apolonia Fier)는 피에르를 연고로 하는 알바니아의 축구 클럽이다. 현재는 알바니아의 2부 축구 리그인 알바니아 퍼스트디비전에 참가하고 있다.

## 성적
- 알바니아 퍼스트디비전 우승 4회 (1966-67, 1971-72, 1978-79, 1984-85)
- 알바니아 컵 우승 1회 (1997-98)
- 알바니아 슈퍼컵 준우승 1회 (1998)

## 선수 명단

### 현역
참고: FIFA 자격 규정에 따라 소속된 국가대표팀 국기를 표시합니다. 선수는 복수의 FIFA 비회원국 국적을 가지고 있을 수 있습니다.
| 번호 | 포지션 | 국적 | 이름        |
| ---- | ------ | ---- | ----------- |
| 5    | MF     | 케냐 | 우마르 야신 |

| 번호 | 포지션 | 국적 | 이름 |
| ---- | ------ | ---- | ---- |

## 역대 감독
| 감독            | 임기   |
| --------------- | ------ |
| 세다트 파자지티 | 2024 ~ |